# Pleuricospora fimbriolata
Pleuricospora fimbriolata je druh rostliny z čeledi vřesovcovité a jediný druh rodu Pleuricospora.
Je to mykoheterotrofní, nezelená bylina bez stonku a listů, s korálovitými kořeny. Květenství je žlutavé nebo smetanové, vzpřímené, hroznovité, s dužnatým vřetenem, 6 až 10 cm vysoké.
Květy jsou pravidelné, čtyřčetné. Kališní lístky jsou volné, kopinaté až vejčité. Koruna je smetanově zbarvená, válcovitá, volná. Tyčinek je osm a nevyčnívají z květů. Semeník je srostlý ze 4 (až 6) plodolistů a obsahuje jedinou komůrku.
Plodem je bobule obsahující větší počet vejcovitých, nekřídlatých semen.
Druh se vyskytuje na západě USA ve státech Kalifornie, Oregon a Washington. Historicky se vyskytoval i v Britské Kolumbii, zde však již patří mezi vyhynulé rostliny.
Rod Pleuricospora je v rámci čeledi Ericaceae řazen do podčeledi Monotropoideae a tribu Monotropeae. V minulosti byl řazen spolu s dalšími nezelenými rody vřesovcovitých do samostatné čeledi Monotropaceae (hnilákovité).